# Kärstna

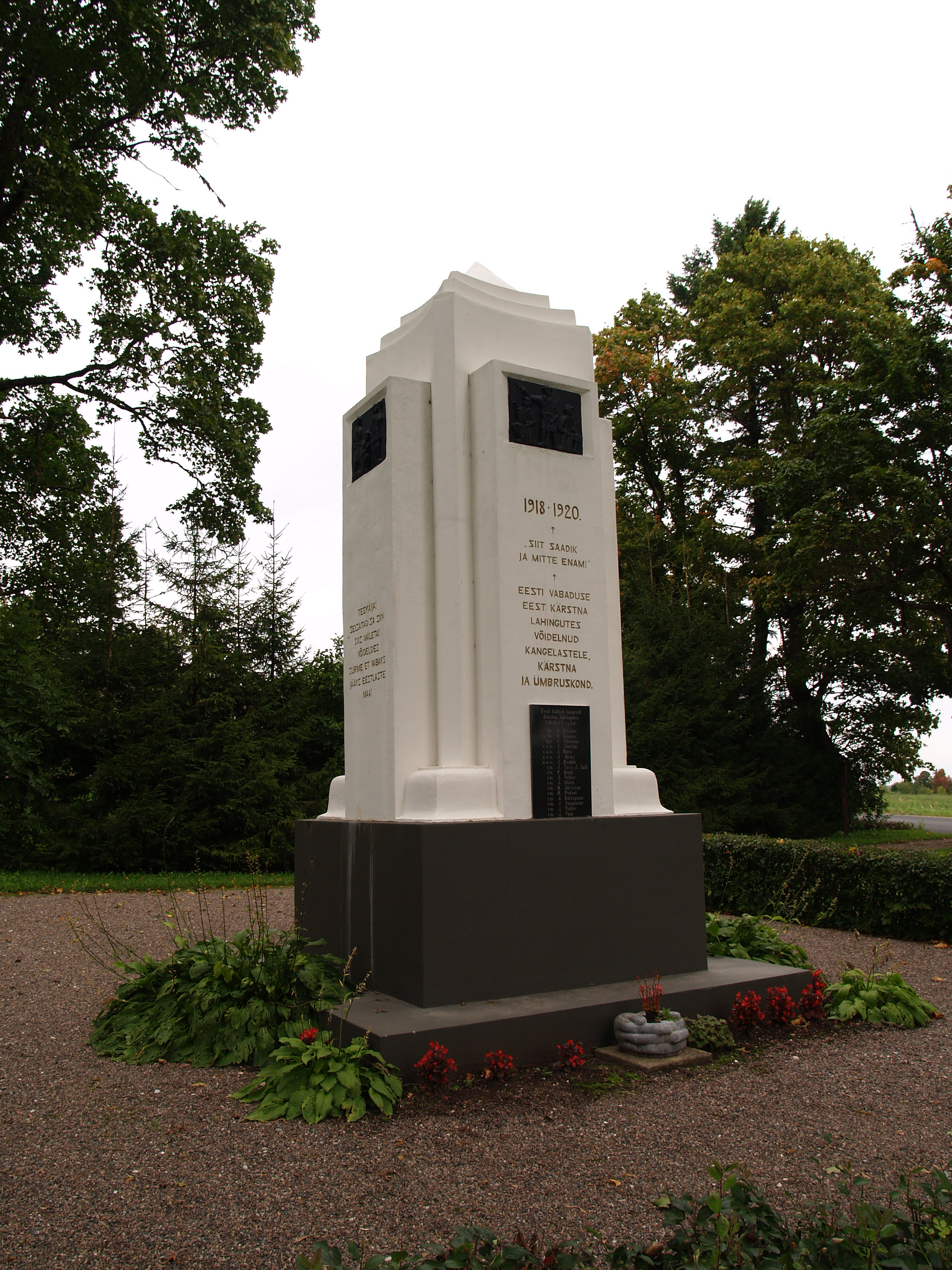
Monument aux morts de la guerre civile de 1918-1920

Kärstna (autrefois: Kerstenhof) est un village estonien appartenant à la commune de Tarvastu dans la région de Viljandi. Il est connu pour son château, berceau de la famille von Anrep, aujourd'hui école. Henrik Adamson, natif de la paroisse, y fut directeur de l'école primaire de 1919 à 1927.

## Personnalités
- Henrik Adamson (1891-1946), poète estonien